# Tomáš Sedlák
Tomáš Sedlák (* 3. Februar 1983 in Poprad) ist ein slowakischer Fußballspieler.

## Karriere
Sedlák begann seine Profikarriere beim MFK Ružomberok, bei dem er drei Jahre unter Vertrag stand. 2006 gewann er mit dem Team den slowakischen Meistertitel und den Pokal. In dieser Zeit gab er auch sein internationales Debüt in der Qualifikation zur UEFA Champions League. Im Spiel gegen den schwedischen Vertreter Djurgårdens IF spielte Sedlák die komplette Spielzeit. MFK verlor mit 0:1. 
2007 wechselte er in die Türkei zu Gaziantepspor, kam aber zu keinem Einsatz. 2008 kehrte er in die Slowakei zurück und spielte eine Herbstsaison beim FC Spartak Trnava, ehe er im Frühjahr wieder nach Ružomberok zurückkehrte.
Im Sommer 2009 unterschrieb Sedlák einen Vertrag beim SV Mattersburg in der österreichischen Bundesliga. Im Sommer 2010 kehrte er nach Ružomberok zurück.
2012 unterschrieb Tomáš Sedlák einen Vertrag beim Kaposvári Rákózci FC und auch beim MFK Zemplín Michalovce, 2014 beim FK Poprad und 2017 beim FC Tatran Prešov.

## Erfolge
- slowakischer Meister 2006
- slowakischer Pokalsieger 2006